# Comitato Olimpico spagnolo
Il Comitato Olimpico spagnolo (in spagnolo Comité Olímpico Español, COE) è il massimo organo sportivo spagnolo, fondato il 11 gennaio 1912 a Madrid, Spagna.
Rappresenta questa nazione presso il Comitato Olimpico Internazionale (CIO) dal 1912 ed ha lo scopo di curare l'organizzazione ed il potenziamento dello sport in Spagna e, in particolare, la preparazione degli atleti spagnoli, per consentire loro la partecipazione ai Giochi olimpici. Il comitato, inoltre, fa parte dei Comitati Olimpici Europei.
L'attuale presidente dell'organizzazione è Alejandro Blanco Bravo, mentre la carica di segretario generale è occupata da Victor Sànchez Naranjo.

## Presidenti
- 1912-1921 Gonzalo de Figueroa y Torres, Marqués de Villamejor
- 1924-1926 Santiago Güell y López, Barone di Güell
- 1926-1931 Eusebio López y Díaz de Quijano, Marchese di Lamadrid
- 1933-1936 Augusto Pi Suñer
- 1941-1956 José Moscardó Ituarte, Conte dell'Alcázar de Toledo
- 1956-1967 José Antonio Elola-Olaso
- 1967-1970 Juan Antonio Samaranch Torelló, marchese di Samaranch
- 1970-1975 Juan Gich Bech de Careda
- 1975-1976 Tomás Pelayo Ros
- 1976-1980 Benito Castejón Paz
- 1980-1983 Jesús Hermida Cebreiro
- 1983-1984 Romá Cuyás Sol
- 1984-1987 Alfonso de Borbón y Dampierre, duca di Cadice
- 1987-1998 Carlos Ferrer Salat
- 1998-2002 Alfredo Goyeneche Moreno, conte di Guaqui
- 2002-2005 José María Echevarría y Arteche
- 2005-presente Alejandro Blanco Bravo